# Dinder
Dinder är en by i civil parish St. Cuthbert Out, i enhetskommunen Somerset, i grevskapet Somerset, i England. Byn är belägen 10 km från Glastonbury. Dinder var en civil parish fram till 1986 när blev den en del av St. Cuthbert Out. Civil parish hade 198 invånare år 1961.